# Diego López Pacheco

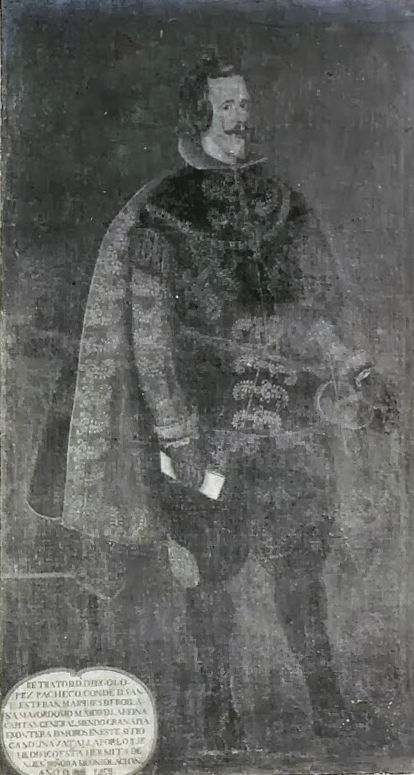
Diego López Pacheco

Diego López Pacheco (1456 - Escalona, 26 november 1529) was een Spaans edelman, 2e hertog van Escalona en 2e markies van Villena.

## Afkomst
Diego López Pacheco  was een zoon van Juan Pacheco en María Portocarrero. Als erfgenaam van het mayorazgo van de familie Pacheco volgde hij zijn vader in 1468 op als 2e markies van Villena.

## Loopbaan
Al op twaalfjarige leeftijd werd Diego uitgehuwelijkt aan de kleindochter van Álvaro de Luna, Juana de Luna, toen ook twaalf jaar oud. De kinderen waren speelbal geworden in de strijd om de erfenis van Álvaro de Luna. De grootmoeder van Juana, Juana Pimentel, had met alle middelen geprobeerd om het huwelijk tegen te houden, maar door de vijandige houding van Hendrik IV van Castilië was dit niet gelukt.
In 1469 trouwde prinses Isabella, dochter van Johan II van Castilië, met prins Ferdinand van Aragón. Dit gebeurde tegen de wil van Hendrik IV en hierop brak de Castiliaanse Opvolgingsoorlog uit. Zowel Diego als zijn vader Juan Pacheco kozen hierbij partij voor Juana la Beltraneja in 1475 getrouwd met Alfons V van Portugal.
Toen Juan Pacheco in oktober 1474 stierf, erfde Diego eveneens het hertogdom van Escalona, het graafschap van Xiquena, en het graafschap San Esteban de Gormaz. Juan had tevens de titel van grootmeester van de Orde van Santiago aan Diego overgedragen, met instemming van het bestuur van deze orde en koning Hendrik IV. Toen Hendrik IV in december 1474 overleed ontstond er strijd om dit grootmeesterschap.  Nu kwamen Isabella I van Castilië en Ferdinand II van Aragón aan de macht. Aangezien Diego in de Castiliaanse Opvolgingsoorlog hun tegenstanders had gesteund, ging de titel niet naar hem, maar naar Alonso de Cárdenas.
De katholieke koningen hadden echter de steun van de adel nodig en Diego ontving een pardon. Zijn bezittingen, waaronder ook de belangrijke kaliummijnen van Mazarón in Murcia, mocht hij houden en de koningen bevestigden zijn bezit formeel in 1480.
Zijn echtgenote Juana de Luna stierf in 1480.
Diego trouwde in 1484 voor de 2e keer met Juana Enríquez y Velasco, dochter van Alonso Enríquez, admiraal van Castilië en diens vrouw María Pérez de Velasco.
Diego López Pacheco  maakte zich verdienstelijk als generaal in de strijd tegen de Moren. Hij vocht in de Slag om Granada die in 1492 een einde maakte aan de Moorse aanwezigheid in Spanje.
De edelman leed aan jicht. In 1514 had hij zoveel last van de ziekte dat hij verwachtte te sterven en zijn testament opmaakte. Hij wist de ziekte echter te overwinnen en leefde nog tot 1529. In eerder testament uit 1500 werden meerdere kinderen genoemd: Isabel, Francisca, Ana, María, Fernando en Pedro. De laatste twee overleden kort hierna. Fernando’s naam werd doorgestreept en vervangen door Luís, deze en een nieuwe broer Francisco overleden ook allebei. Alleen de jongste zoon Diego, geboren rond 1505, overleefde zijn broers en zussen.
Tijdens het kapittel van de orde in 1519 werd hij opgenomen als ridder in de Orde van het Gulden Vlies.

## Humanist
Diego was een bewonderaar van Desiderius Erasmus. Op het kasteel kwam de ketterse beweging van de alumbrados bijeen onder aanvoering van Isabel de la Cruz en Pedro Ruíz de Alcaraz, beiden "conversos". De markies was een mecenas en vormde het centrum van een culturele kring. Francisco de Osuna droeg in 1527 een boek aan hem op, El tercer abecedario. Twee jaar later droeg een jonge humanist, Juan de Valdés, eveneens een boek op aan Diego López Pacheco, getiteld Diálogo de la doctrina cristiana.
Juana Enríquez en Diego López Pacheco liggen begraven in het klooster van El Parral in Segovia.

## Nageslacht
Met Juana de Luna:
- Juan Pacheco de Luna, 3e graaf van San Esteban (-1490)

Met Juana Enríquez: 
- Diego López Pacheco (ca. 1505- )
- Isabel Pacheco
- Magdalena Pacheco